# Centar za nestalu i zlostavljanu decu
Centar za nestalu i zlostavljanu decu osnovan je 2. juna 2015. godine u Subotici, angažovanjem Igora Jurića, oca nesrećno nastradale Tijane Jurić. Fondacija je osnovana sa zadatkom da preventivnim delovanjem i edukacijama poboljša bezbednost dece i sačuva uspomenu na Tijanin tragično ugašen život. Prvi korak u započetoj borbi za veću bezbednost ostvaren je u julu iste godine izmenom Zakona o policiji, nazvanom „Tijanin zakon”. Godine 2021. naziv fondacije je promenjen iz Fondacije „Tijana Jurić” u Centar za nestalu i zlostavljanu decu.

## Projekti fondacije
Od osnivanja, fondacija je pokrenula nekoliko edukativnih projekata koji se sprovode tokom cele školske godine, širom Srbije:
- „Tijana klik” – edukacija učenika osnovnih škola, roditelja i prosvetnih radnika o bezbednoj upotrebi interneta i njegovoj zloupotrebi od strane maloletnika, kao i o zloupotrebi interneta nad maloletnicima.[4]
- „Stop trgovini ljudima” – edukacija učenika srednjih škola na tribinama o svim vidovima trgovine ljudima, na kojim se velika pažnja posvećuje profilu trgovaca ljudima, vrbovanju, kanalima eksploatacije i pomoći žrtvama.
- „Ukradena bezbednost” je tribina o bezbednosti dece – o pedofiliji, trgovini ljudima, zloupotrebi interneta i sektama, namenjena je učenicima srednjih škola i roditeljima koji nemaju priliku da se često informišu o svim opasnostima koje vrebaju decu u školi, na ulici i na internetu.[5]
- „Krivac je tamo negde”,predstava namenjena osnovcima i srednjoškolcima, govori o porodičnom,vršnjačkom i nasilju na internetu autora glumca subotičkog narodnog pozorišta Vladimira Grbića[6]
- Kurs samoodbrane za žene i decu
- Pokretanje stranice „Nestali”
- Organizovanje humanitarnih akcija, čime se širi solidarnost među ljudima i decom i podseća da su humanost i dobrota neiscrpni resursi.[7]

Fondacija je, čuvajući uspomenu na Tijanin talenat za pevanje i muziku, osnovala jedinstveni festival za takmičenje dece u etno pevanju – Festival „Glas anđela – Tijana Jurić”. Zvanični slogan ovog festivala glasi „kulturom protiv nasilja”, sa krajnjim ciljem da deca ostanu bezbedna.
Od 2015. godine Centar za nestalu i zlostavljanu decu i Igor Jurić rade na uvođenju Amber alerta u Srbiji.

## Ambasadori fondacije
- Jelena Tomašević, pop pevačica
- Danica Krstić, pevačica izvorne muzike
- Milica Dabović, sportistkinja - košarkašica
- Milan Jovanović, sportista - fudbaler
- Nataša Ninković, glumica
- Slobodan Nikić, sportista - vaterpolista
- Olivera Kovačević, novinarka

## Spoljašnje veze
- Zvanični sajt fondacije
- „Tag: Fondacija "Tijana Jurić"” (Blic). Приступљено 21. 3. 2017.